# باشگاه فوتبال تامپینس روورز
باشگاه فوتبال تامپینس روورز یک باشگاه حرفه‌ای فوتبال است که در تمپینس، سنگاپور است که در لیگ برتر سنگاپور بازی می‌کند. باشگاه تامپینس در سال ۱۹۴۵ تأسیس شد و جام‌های زیادی در سنگاپور گرفت، از جمله جام حدفی سنگاپور و لیگ برتر سنگاپور.

## افتخارات

### داخلی
لیگ
- لیگ برتر سنگاپور: ۵
  - ۲۰۰۴، ۲۰۰۵، ۲۰۱۱، ۲۰۱۲، ۲۰۱۳
- لیگ ملی فوتبال سنگاپور دسته یک: ۳
  - ۱۹۷۹، ۱۹۸۰، ۱۹۸۴

جام
- سنگاپور کاپ: ۳
  - ۲۰۰۲، ۲۰۰۴، ۲۰۰۶
- سنگاپور کرتی شیلد: ۴
  - ۲۰۱۱، ۲۰۱۲، ۲۰۱۳، ۲۰۱۴
- سنگاپور لیگ کاپ: ۱
  - ۲۰۱۴

### رقابت‌های آسه‌آن
- مسابقات قهرمانی باشگاه آسه‌آن: ۱
  - ۲۰۰۵

## عملکرد در مسابقات ای‌اف‌سی
- ای‌اف‌سی کاپ: ۸ دوره حضور

۲۰۱۶: یک چهارم (شکست در مقابل بنگالورو ۰–۱ در مجموع)
۲۰۱۴: مرحله گروهی (گروه H)
۲۰۱۳: مرحله گروهی (گروه H)
۲۰۱۲: مرحله گروهی (گروه F)
۲۰۱۱: یک شانزدهم (شکست در مقابل اربیل ۰–۱)
۲۰۰۷: یک چهارم (شکست در مقابل الفیصلی ۳–۷ در مجموع)
۲۰۰۶: یک چهارم (شکست در مقابل الوحدات ۰–۵ در مجموع)
۲۰۰۵: یک چهارم (شکست در مقابل الفیصلی ۰–۲ در مجموع)

## رتبه‌بندی باشگاه‌های ای‌اف‌سی
تا تاریخ ۰۲ ژوئیه ۲۰۱۷٫
| رتبه فعلی | کشور     | تیم                   |
| --------- | -------- | --------------------- |
| ۷۰        | سنگاپور  | تامپینس روفرز         |
| ۷۱        | عراق     | اربیل                 |
| ۷۲        | چین      | شانگهای گرینلند شنهوآ |
| ۷۳        | استرالیا | سنترال کوئست مارینرز  |
| ۷۴        | اندونزی  | پرسیپورا جایاپورا     |